# Harry R. Sheppard

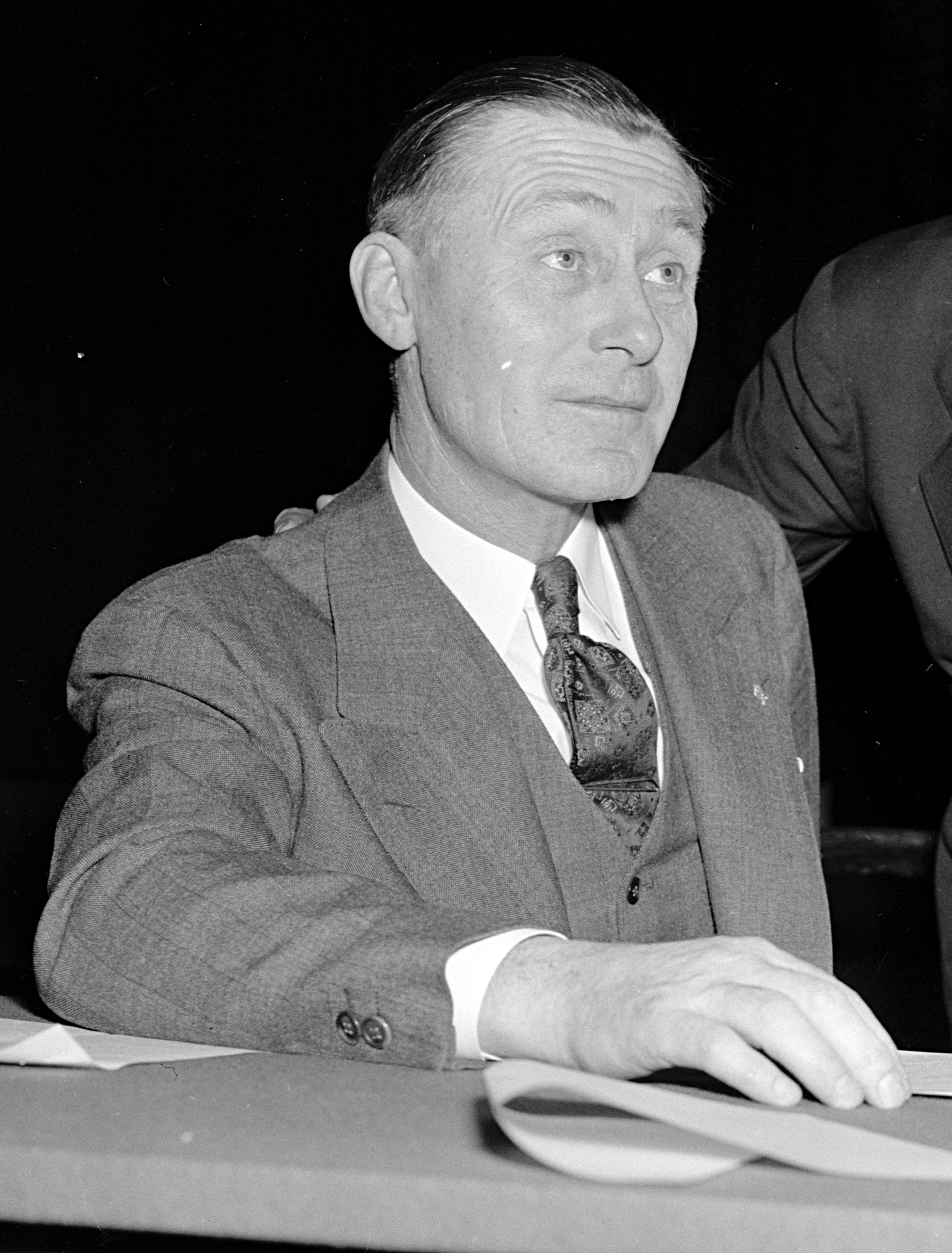
Harry R. Sheppard (1939)

Harry Richard Sheppard (* 10. Januar 1885 in Mobile, Alabama; † 28. April 1969 in Washington, D.C.) war ein US-amerikanischer Politiker. Zwischen 1937 und 1963 vertrat er den Bundesstaat Kalifornien im US-Repräsentantenhaus.

## Werdegang
Harry Sheppard besuchte die öffentlichen Schulen seiner Heimat und studierte danach Jura. Anschließend arbeitete er für die Transportabteilung der Eisenbahngesellschaft Santa Fe Railroad. Damals war Sheppard auch aktives Mitglied der Eisenbahnergewerkschaft Brotherhood of Railroad Trainmen. Zwischenzeitlich war er auch im Kupfergeschäft in Alaska tätig. Danach war er bis 1934 Manager der Firmen King’s Beverage und King’s Laboratories Corps. Gleichzeitig begann er als Mitglied der Demokratischen Partei eine politische Laufbahn.
Bei den Kongresswahlen des Jahres 1936 wurde Sheppard im 19. Wahlbezirk von Kalifornien in das US-Repräsentantenhaus in Washington gewählt, wo er am 3. Januar 1937 die Nachfolge von Sam L. Collins antrat. Nach 13 Wiederwahlen konnte er bis zum 3. Januar 1963 insgesamt 14 Legislaturperioden im Kongress absolvieren. Zwischen 1943 und 1953 vertrat er den 21. und danach den 27. Distrikt seines Staates. Bis 1941 wurden im Kongress die letzten New-Deal-Gesetze verabschiedet. Danach bestimmte der Zweite Weltkrieg auch die Arbeit des Kongresses. Anschließend erlebte Sheppard als Abgeordneter den Beginn des Kalten Krieges, den Koreakrieg und innenpolitisch die Bürgerrechtsbewegung.
Im Jahr 1964 verzichtete er auf eine weitere Kandidatur. Nach dem Ende seiner Zeit im US-Repräsentantenhaus zog sich Sheppard aus der Politik zurück. Er starb am 28. April 1969 in der Bundeshauptstadt Washington.